# ساوليوس ميكوليوناس
ساوليوس ميكوليوناس (بالليتوانية: Saulius Mikoliūnas)‏ (مواليد 2 مايو 1984 في فيلنيوس) لاعب كرة قدم ليتواني دولي يجيد اللعب في خط الوسط . يلعب حاليا لصالح نادي أرسنال كييف الأوكراني منذ 2009 .

## روابط خارجية
- ساوليوس ميكوليوناس على موقع الاتحاد الدولي (مؤرشف)  (الإنجليزية)
- ساوليوس ميكوليوناس على موقع الاتحاد الأوربي (الإنجليزية)
- ساوليوس ميكوليوناس على موقع اتحاد أوكرانيا (الإنجليزية)
- ساوليوس ميكوليوناس على موقع قاعدة بيانات كرة القدم.إي يو (الإنجليزية)
- ساوليوس ميكوليوناس على موقع ناشيونال فوتبول تيمز (الإنجليزية)
- ساوليوس ميكوليوناس على موقع Soccerbase.com (لاعب) (الإنجليزية)
- ساوليوس ميكوليوناس على موقع Soccerway.com (الإنجليزية)
- ساوليوس ميكوليوناس على موقع عالم كرة القدم.نت (الإنجليزية)